# Freilichtmuseum Fredriksdal

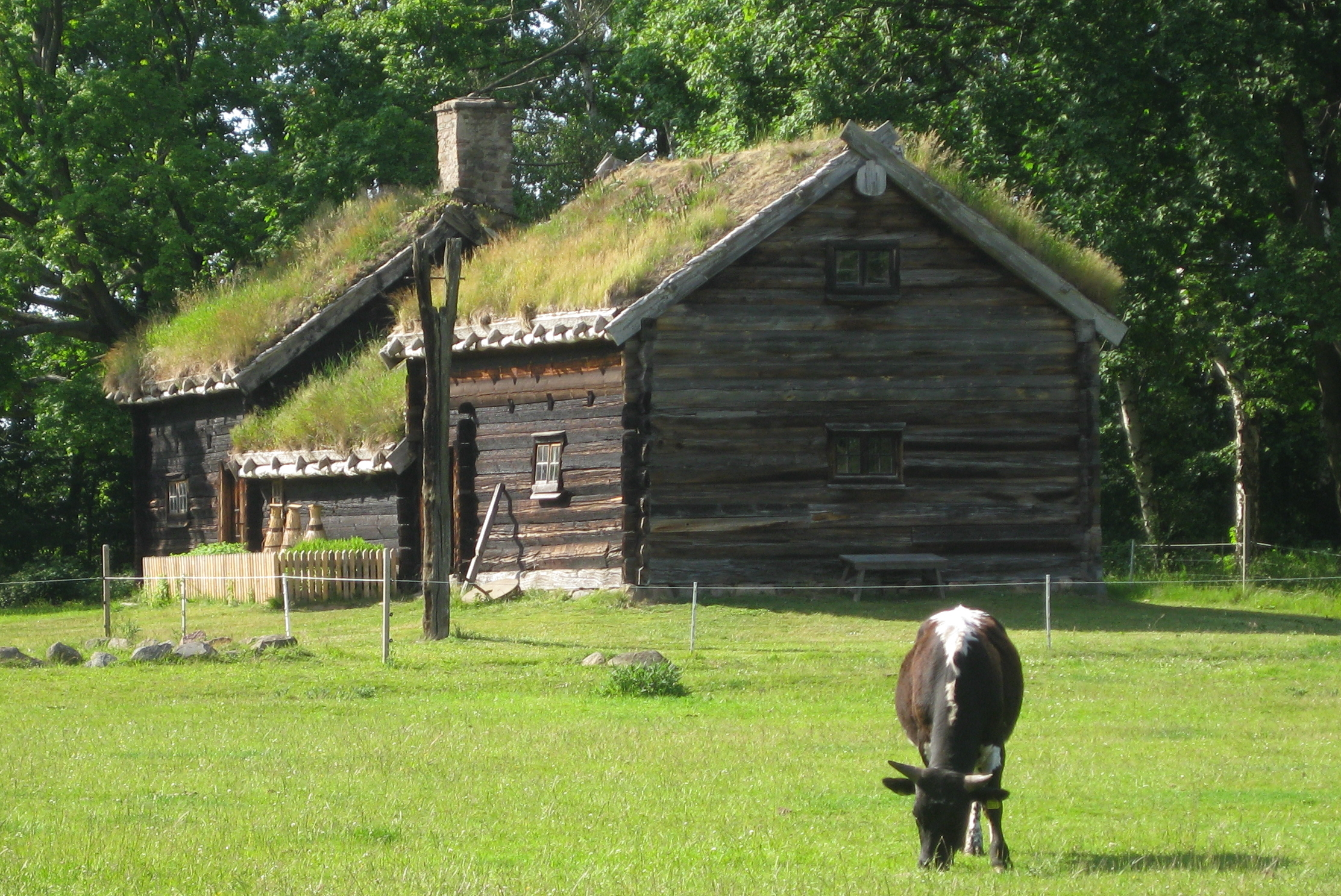
Hof Ågård

Das Freilichtmuseum Fredriksdal (schwedisch Fredriksdal museer och trädgårdar) ist ein Freilichtmuseum im Stadtteil Fredriksdal der schwedischen Stadt Helsingborg in der Provinz Skåne län.

## Geschichte
1918 stiftete Gisela Trapp, die Witwe des Helsingborger Historikers Oscar Trapps das Gut Fredriksdal mit den zugehörigen Ländereien dem Stadtmuseum mit der Bedingung, dass ein dort ein Freilichtmuseum eingerichtet und die Ländereien zur Finanzierung des Museumsbetriebes Verwendung finden sollten.
Das 1926 eröffnete Freilichtmuseum zählt mit über 36 Hektar zu den größten Freilichtmuseen Schwedens. Es besteht aus einem Herrenhaus aus dem 18. Jahrhundert, historischen aus einigen Provinzen in Südschweden in das Museum übertragenen Gebäuden, einem Freilufttheater, Häuserzeilen aus dem Stadtkern von Helsingborg und einem historisch bewirtschafteten Bauernhof mit Feldern, Wiesen, Äckern und Haustieren. Es ist eingebettet in den historischen Park des Herrenhauses, zu dem auch ein Botanischer Garten gehört.
Das Logo des Museums besteht aus einem stilisierten Baum in weiß auf einem olivgrünen Hintergrund und wurde von Bodil Tegsell gestaltet. Das Logo gewann 2006 den Swedish Design Award in der Kategorie "Identität Druck - Profil".

### Das Herrenhaus

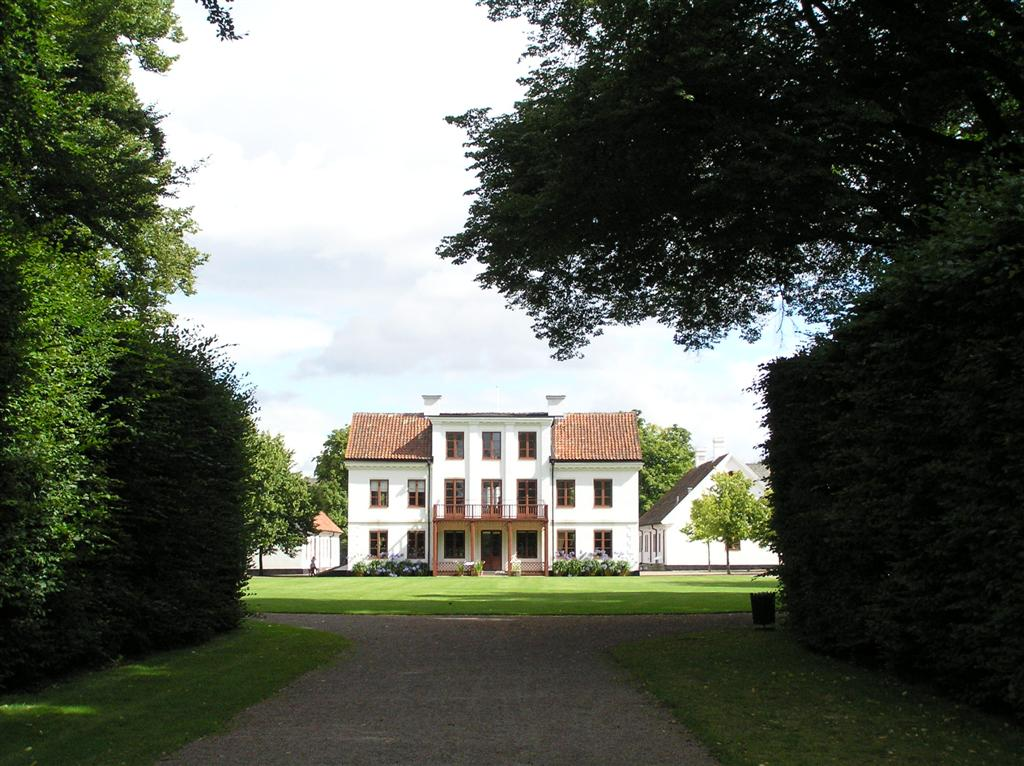
Herrenhaus

Das Herrenhaus Fredriksdals Villa, das heute im Zentrum der Gesamtanlage liegt ist heute ein weißes Gebäude im Gustavianischen Stil. Der erste Bau wurde 1787 von Fredrik Wilhelm Cöster Sr. als Sommerresidenz für die Familie Cöster errichtet. Fredriksdalsteatern ist kein Herrenhaus im engeren Sinn, da es für eine bürgerliche Familie gebaut wurde. Das Gebäude wurde im Laufe des 19. Jahrhunderts mehrfach umgebaut und erweitert. Im Jahre 1898 kaufte der Ingenieur und Politiker Oscar Trapp das Anwesen Fredriksdal, auf dem er bis zu seinem Tod lebte. Er seine zweite Frau Gisela Henckel spendete 1916 nach seinem Tod Haus und Park der Stadt Helsingborg.

### Der Park und der botanische Garten
Der Park wurde ursprünglich zusammen mit dem Herrenhaus angelegt. Seine ältesten heute noch erhaltenen Teile beim Haupteingang und der Kräutergarten an der Nordseite des Herrenhauses sind im Französischen Gartenstil gestaltet. Im Süden des Parks befindet sich ein Englischer Landschaftsgarten. Südlich des Herrenhauses liegt ein Gemüsegarten der einschließlich der Schädlingsbekämpfung wie vor 150 Jahren kultiviert wird. Die ältesten Bäume des Obstgartens mit über 130 Sorten wurden 1845 gepflanzt. In dem Park befindet sich ein Café und ein Botanischer Garten. Dieser wurde in den 1930er-Jahren errichtet und aus einer Spende von Gisela Trapp finanziert. In ihm werden über 40 verschiedene Pflanzen aus der Provinz Schonen in verschiedenen Lebensräumen und einem Wäldchen kultiviert. Er ist der einzige Botanische Garten in Schweden, der speziell die Pflanzen einer Provinz beherbergt.

### Das Museum

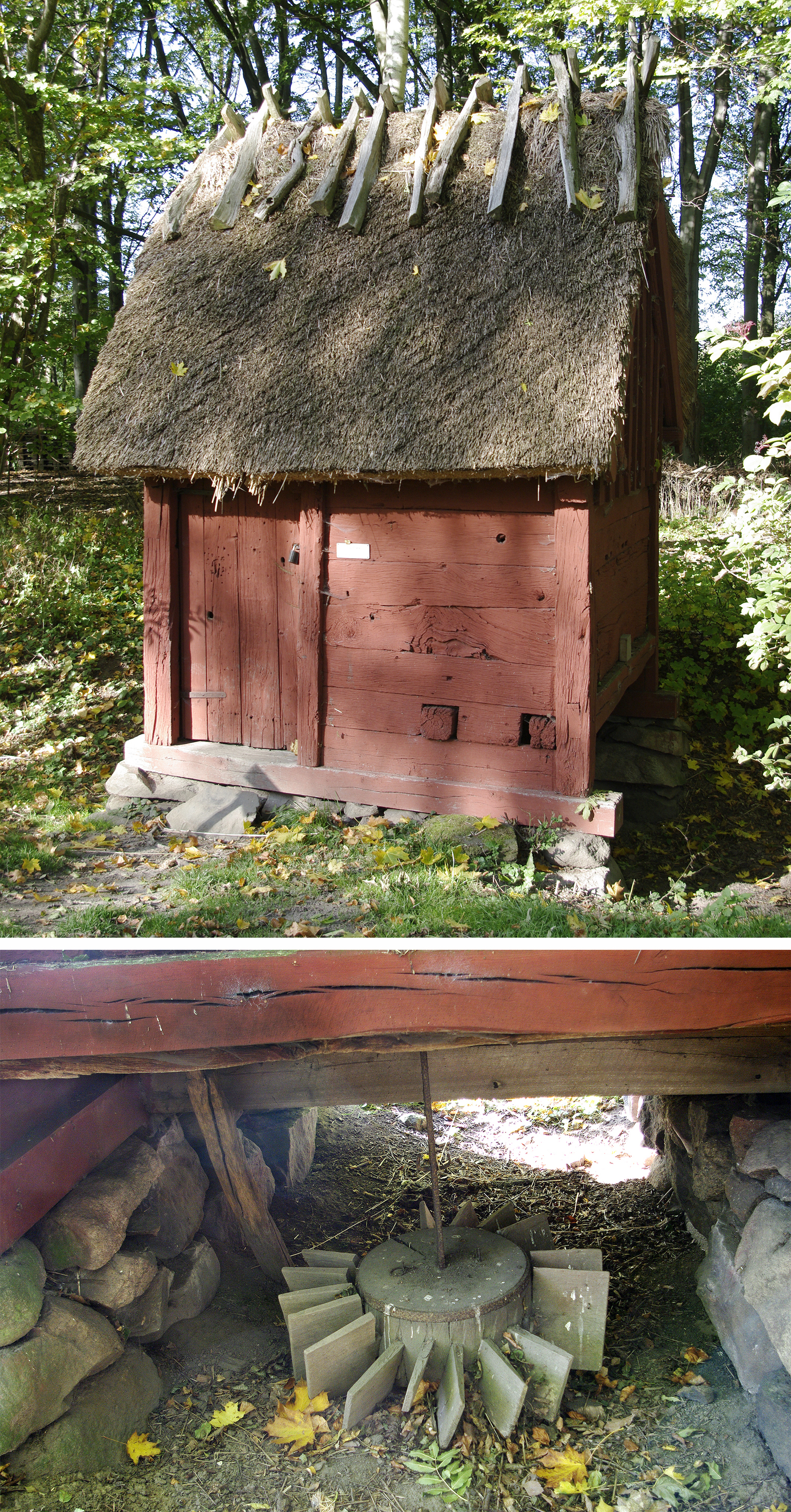
Horizontalmühle

Der älteste Bauernhof im Museum ist Lillarydsgården. Er stammt aus dem frühen 17. Jahrhundert aus der Gemeinde Perstorp im Norden der Provinz Schonen. Der Hof Ågård gebaut im 19. Jahrhundert stammt aus dem südlichen Småland, Harlyckesmedjan von Helsingborg und die 1803 gebaute Ringstorps-Mühle stand ursprünglich im Bezirk Ringstorp in Helsingborg. Zwei Mühlen stammen aus dem 18. Jahrhundert, eine Sägemühle aus dem 19. Jahrhundert. Weiterhin gibt es eine Wassermühle in der Bauart einer Horizontalmühle, eine Scheune aus dem südlichen Halland sowie mehrere kleinere Gebäude.
In einen weiteren Teil des Museums sind Straßenzüge der früheren Altstadt von Helsingborg übertragen. Sie wurden in den 1940er bis 1960er Jahren in das Museum versetzt, als Teile der Altstadt aus Modernisierungsgründen abgerissen wurden. In einigen Gebäuden sind Innenräume und Werkstätten erhalten. Andere Gebäude beherbergen ein Theatermuseum, ein Heimatmuseum und das größte Grafik-Museum Schwedens. Es zeigt die Geschichte der Druckkunst von Gutenberg bis heute.

### Veranstaltungen

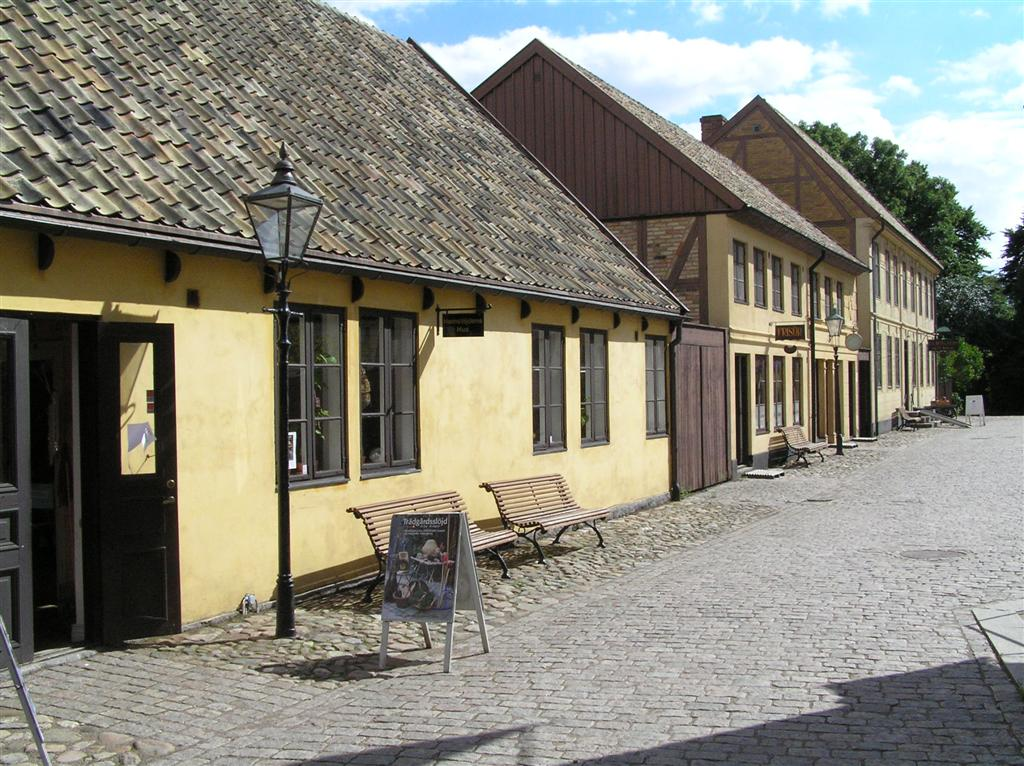
Altstadthäuser aus Helsingborg

Zu den Museumsveranstaltungen zählen etwa 50 verschiedene Angebote für die Kinder, aber auch für Menschen aller Altersgruppen, besonders zu Ostern, am Nationalfeiertag, Mittsommer und Weihnachten. Weiter Veranstaltungen sind ein Rosentag für Rosenzüchter, ein Michaeli-markt, und ein Erntedankfest. Darüber hinaus gibt es historische Wanderungen für Kinder und verschiedene Gartenschauen.